# Клієнт (інформатика)
Клієнт — апаратний або програмний компонент обчислювальної системи, який надсилає запити серверу.
Програма-клієнт взаємодіє з сервером, використовуючи певний протокол. Вона може запитувати з сервера будь-які дані, маніпулювати даними безпосередньо на сервері, запускати на сервері нові процеси і т. п. Отримані від сервера дані клієнтська програма може надавати користувачеві або використовувати як-небудь інакше, в залежності від призначення програми. Програма-клієнт і програма-сервер можуть працювати як на одному і тому ж комп'ютері, так і на різних. У другому випадку для обміну інформацією між ними використовується мережеве з'єднання.
Різновидом клієнтів є термінали — робочі місця на багатокористувацьких ЕОМ, обладнані монітором та клавіатурою, і не здатні працювати без сервера. У 1990-ті роки з'явилися мережеві комп'ютери — щось середнє між терміналом і персональним комп'ютером. Мережеві комп'ютери мають спрощену структуру і багато в чому залежать від сервера. Іноді терміналом називають будь-який клієнт, або тільки тонкий клієнт.
Однак, не завжди під клієнтом йдеться про комп'ютер зі слабкими обчислювальними ресурсами. Найчастіше поняття «клієнт» і «сервер» описують розподіл ролей при виконанні конкретного завдання, а не обчислювальні потужності. На одному і тому ж комп'ютері можуть одночасно працювати програми, що виконують як клієнтські, так і серверні функції. Наприклад, вебсервер може як клієнт отримувати дані для формування сторінок від SQL-сервера (так працює Вікіпедія).